# Машево
Машево (пол. Maszewo), Массов (нем. Massow) — город в Польше, входит в Западно-Поморское воеводство, Голенювский повят. Имеет статус городско-сельской гмины. Занимает площадь 5,54 км². Население — 3346 человек (на 2013 год).

## Галерея

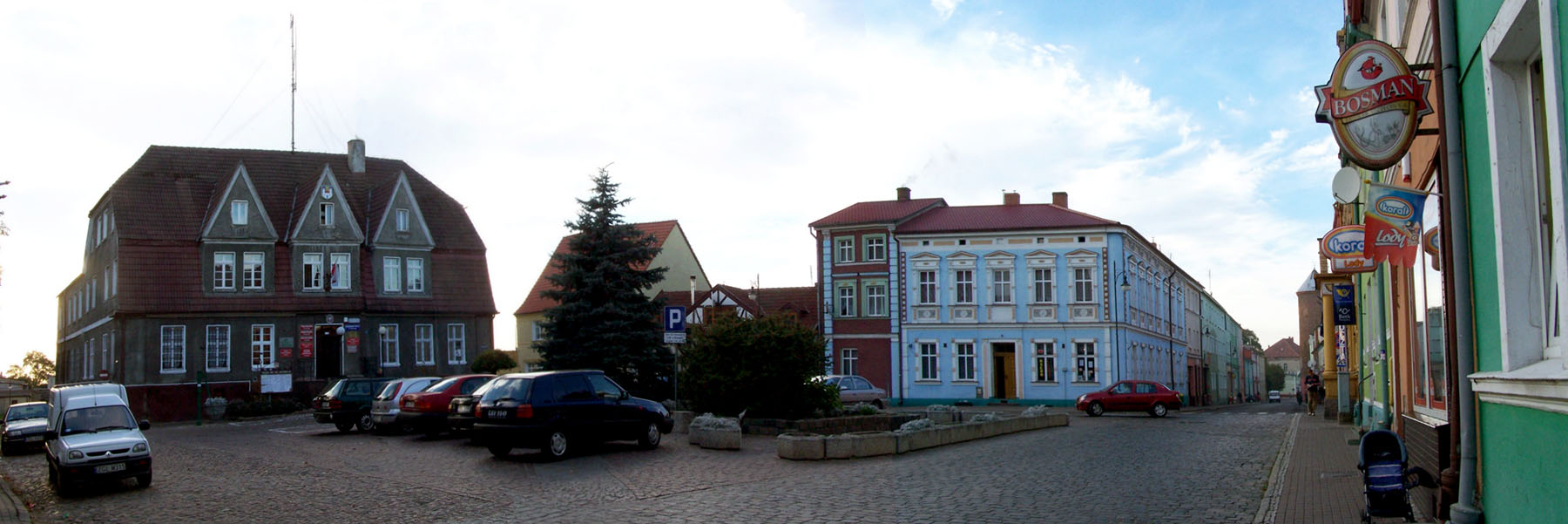
Панорама
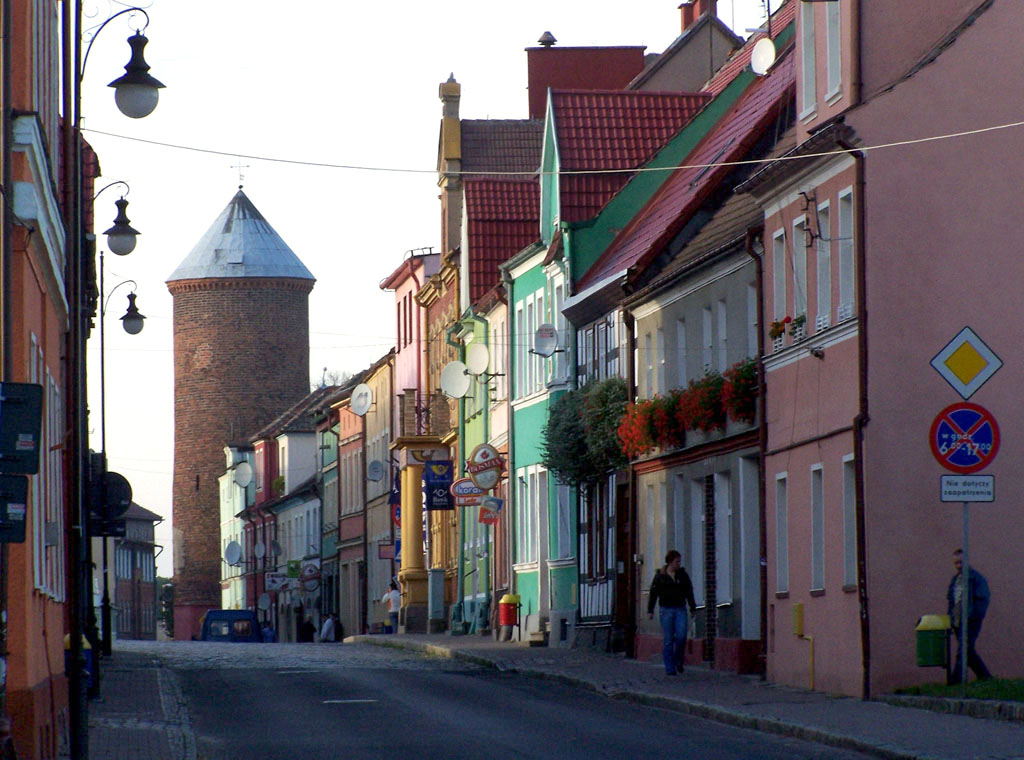
Французская башня
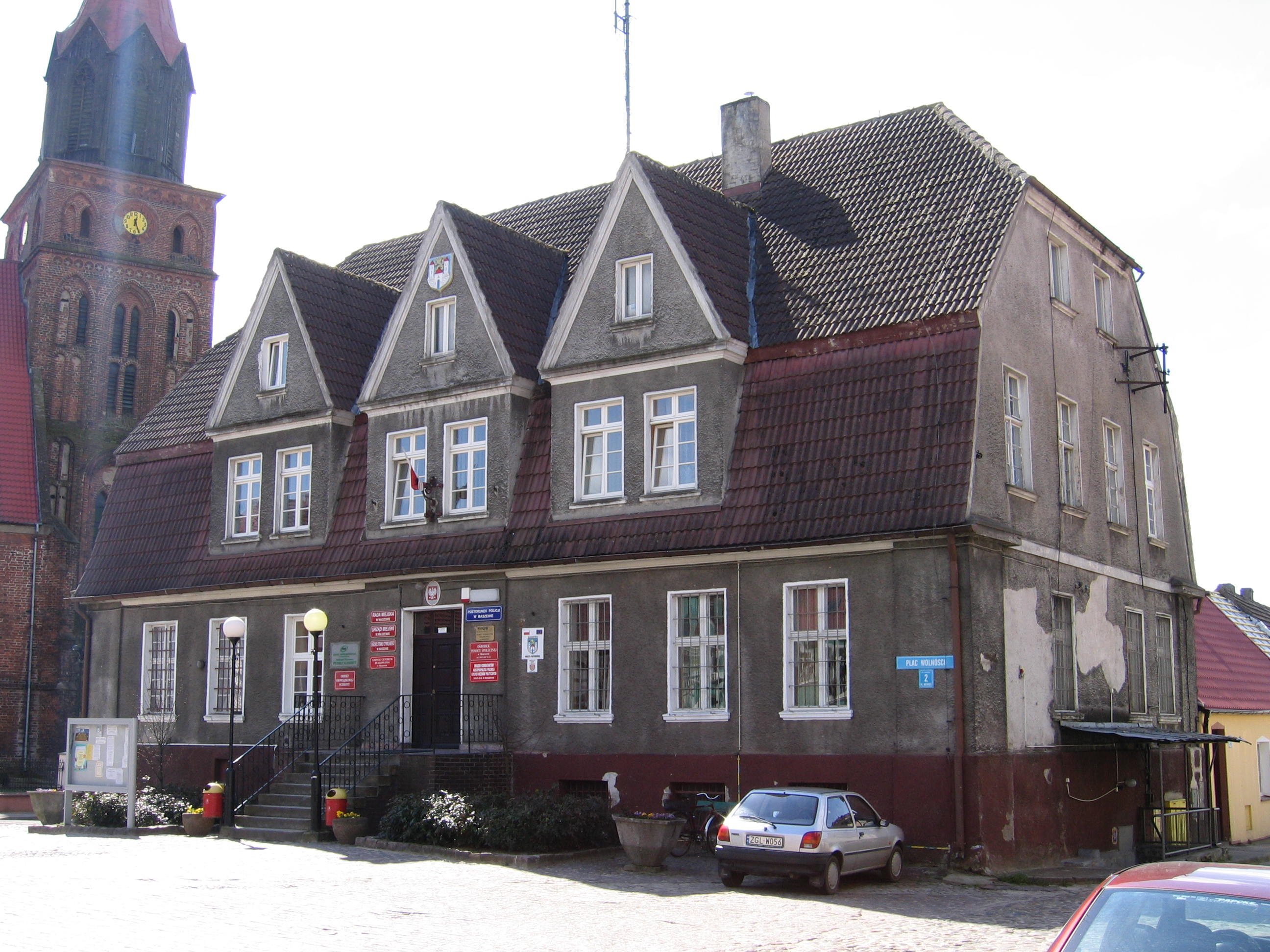
Ратуша
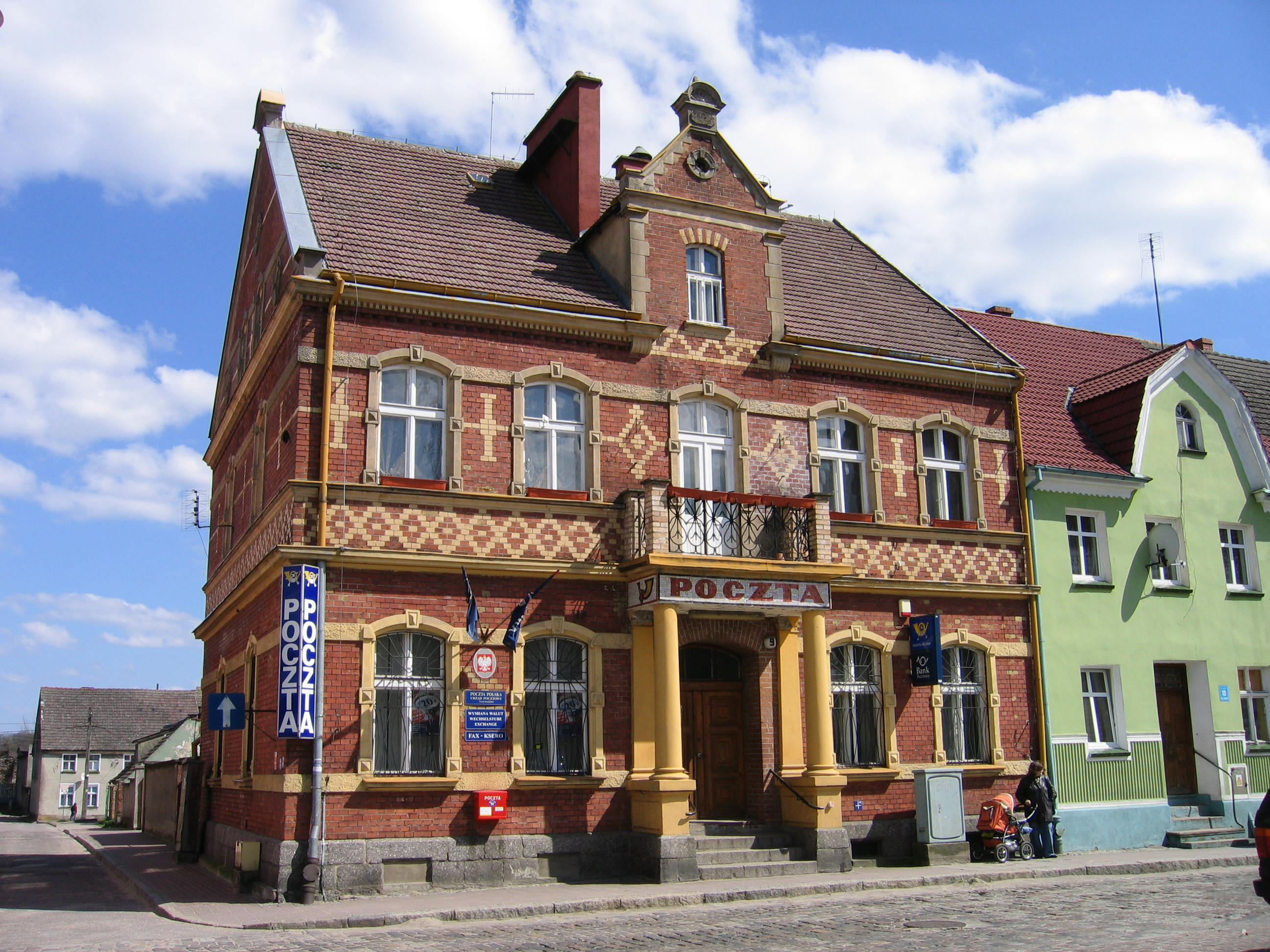
Почта
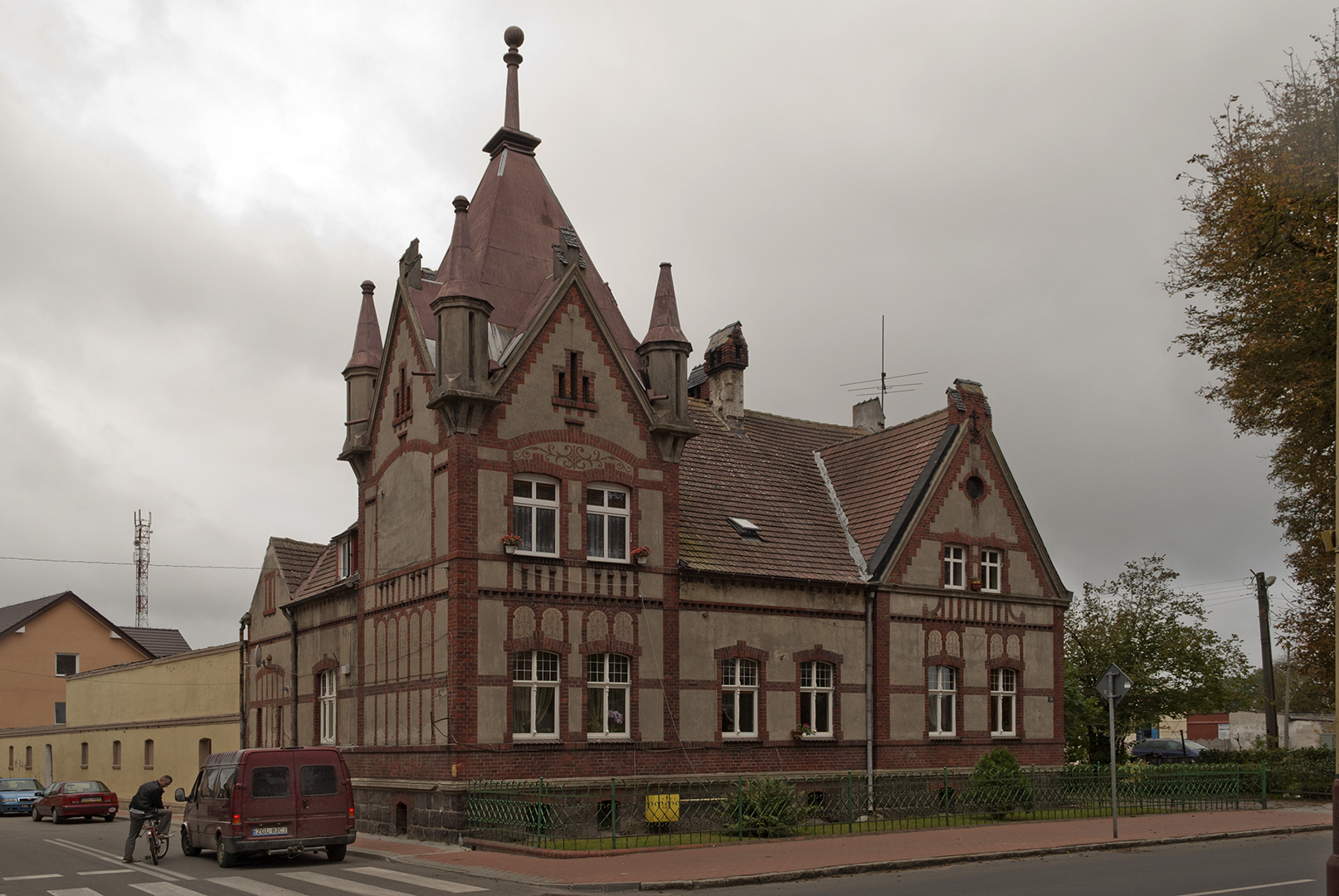
Старинное здание
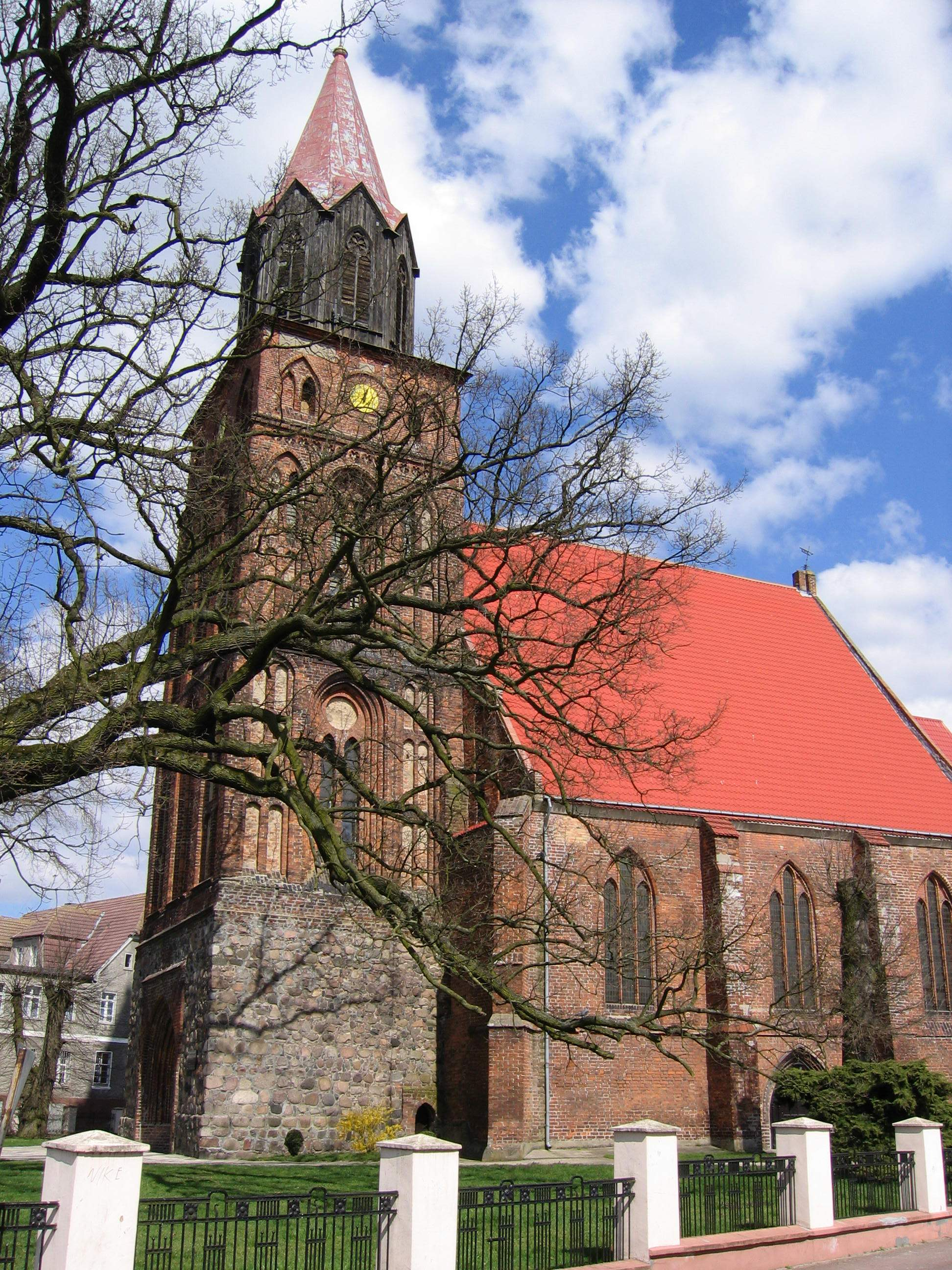
Костёл
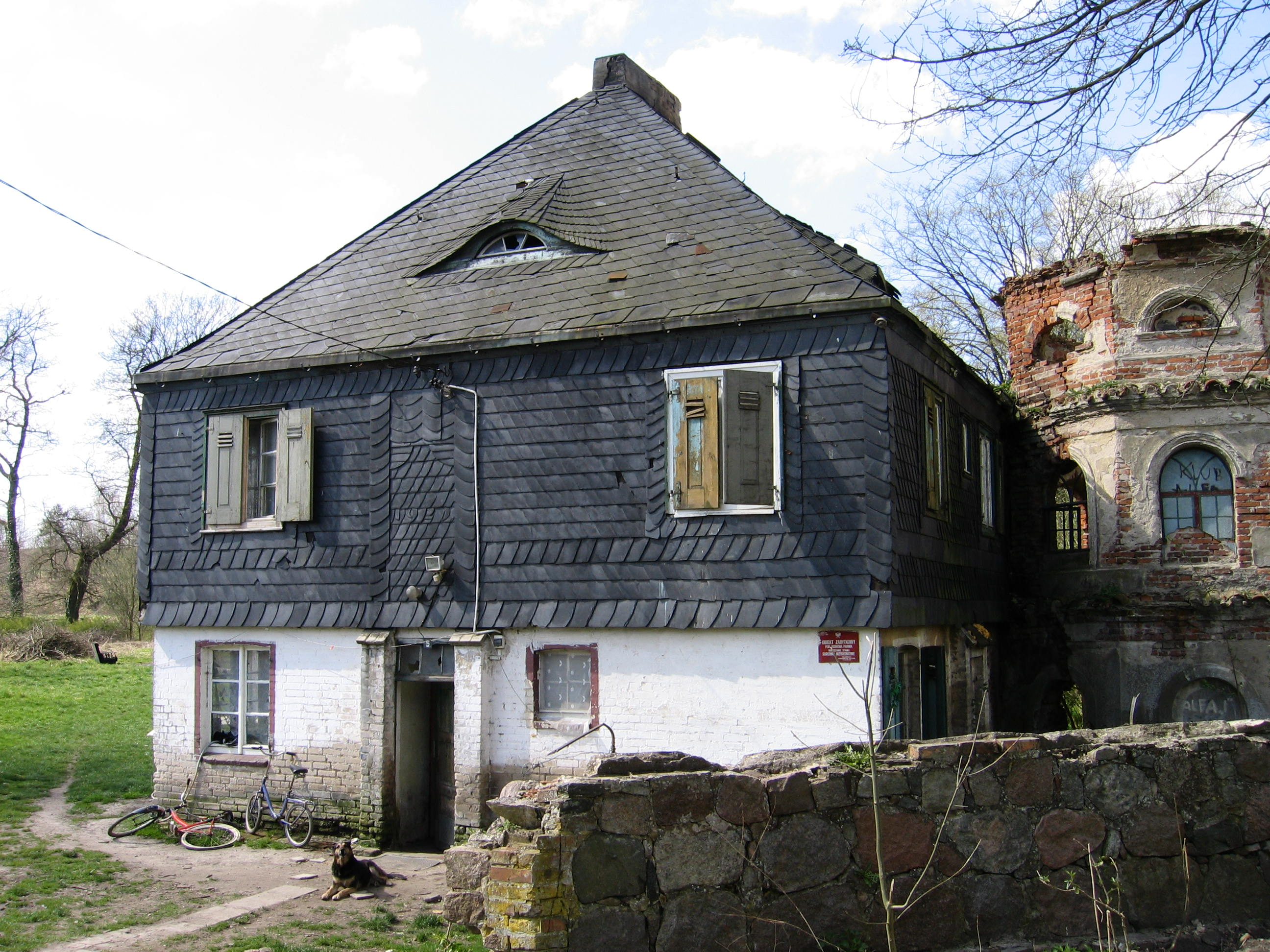
Старинный ветхий дом
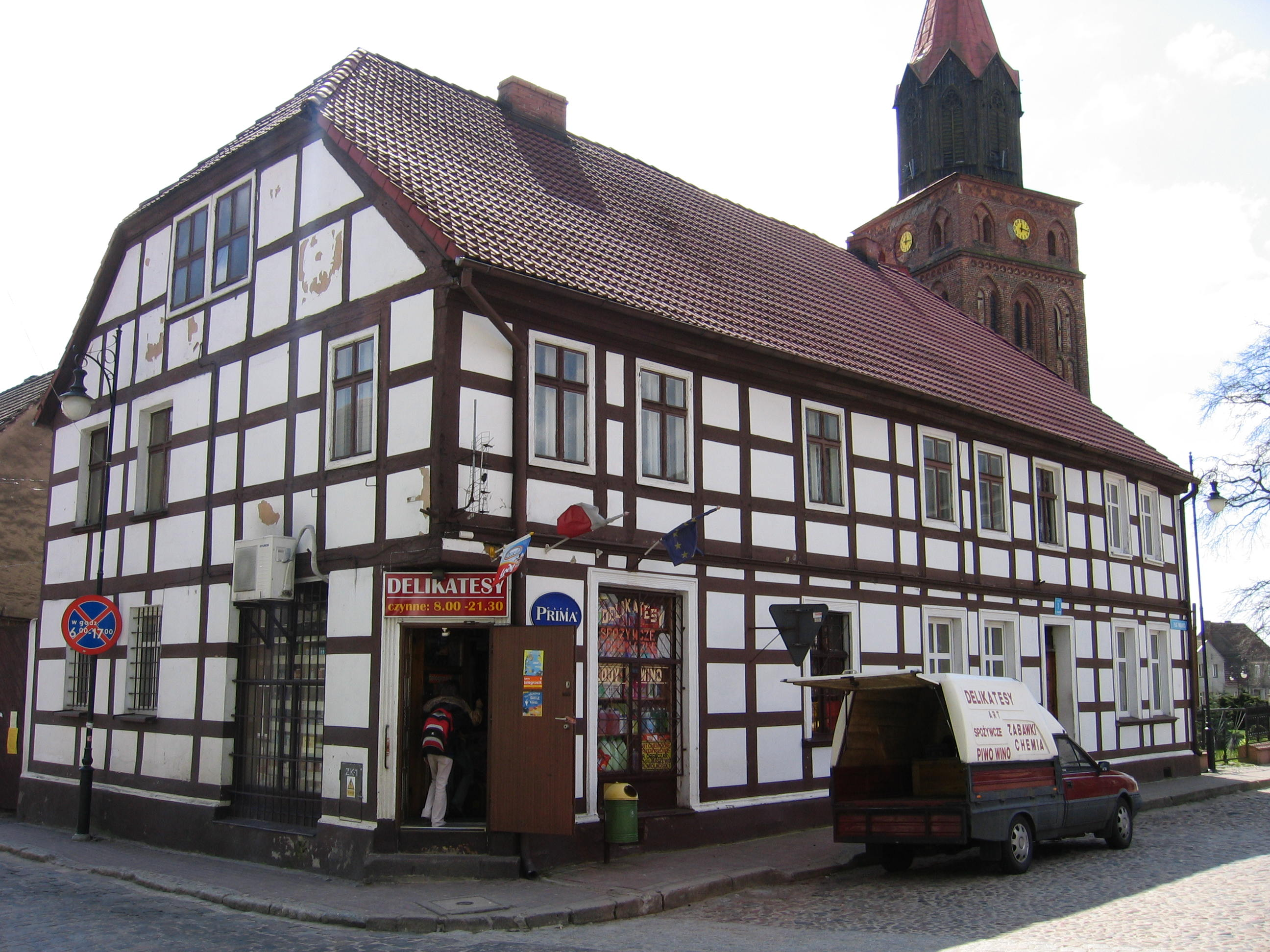
Фахверковый дом